# عباس علي عطوي
عباس علي عطوي (مواليد 15 ديسمبر 1984 في صيدا) المعروف أيضًا باسم يونيكا، هو مدرب كرة قدم لبناني ولاعب سابق ومدير نادي برج. لعب لنادي العهد في الدوري اللبناني الممتاز كمهاجم. ومثّل منتخب لبنان لكرة القدم بين عامي 2002 و2015.

## مع نوادي كرة القدم
انضم إلى فريق شباب نادي البرج بعمر 14 عامًا؛ وظهر لأول مرة في دوري الدرجة الثانية عام 2000 أمام نادي العهد. انتقل إلى فريق الدوري الممتاز أولمبيك بيروت في عام 2002، وفاز معه بالثنائية المحلية (الدوري والكأس) في موسمه الأول. في عام 2005 وقع عقدًا مع نادي العهد. وسجل 58 هدفاً في الدوري وفاز بخمسة ألقاب خلال 12 عاماً مع النادي.
انضم إلى نادي الأنصار في عام 2017، وساعدهم على الفوز بلقب الدوري الأول منذ 14 عامًا في عام 2021. وفي 18 يونيو 2021، عاد إلى نادي البرج حيث بدأ مسيرته المهنية. وأعلن اعتزاله في 20 مايو 2022 بعد موسم 2021–22.

## دولياً

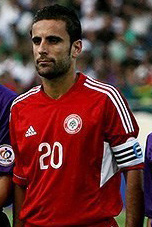
عباس علي عطوي مع المنتخب اللبناني عام 2013.

في عام 2005، لعب لصالح منتخب لبنان تحت 23 سنة؛ وسجل من خط المنتصف في مباراة ضد اليابان تحت 23 سنة، والتي خسرها لبنان بنتيجة 2-1.
وقد لعب لمنتخب لبنان بين عامي 2002 و 2016، وسجل أربعة أهداف في أكثر من 50 مباراة. لقد لعب في 2006، 2010، 2014، وتصفيات كأس العالم 2018، وتصفيات كأس آسيا 2004 و2015، وكذلك في بطولة اتحاد غرب آسيا 2002 و2004 وفي كأس العرب 2002.

## حياته الشخصية
حصل على لقبه "يونيكا" نسبة إلى قطعة الشوكولاتة اللبنانية يونيكا، حيث أنه بعد تعرضه لحادث سير عندما كان طفلاً، كان أول شيء طلبه من والدته هو قطعة الشوكولاتة التي كان يحملها بيده أثناء الحادث.

## الإحصائيات

### دولية
| # | تاريخ         | مكان                                         | الخصم   | نتيجة | حصيلة | مسابقة               |
| - | ------------- | -------------------------------------------- | ------- | ----- | ----- | -------------------- |
| 1 | 26 مايو 2004  | بيروت ، لبنان                                | البحرين |       | 2-2   | ودية                 |
| 2 | 2 فبراير 2005 | الدوحة ، قطر                                 | البحرين |       | 1-2   | ودية                 |
| 3 | 22 مارس 2013  | ملعب مدينة كميل شمعون الرياضية، بيروت، لبنان | تايلاند | 5-2   | 5-2   | تصفيات كأس آسيا 2015 |
| 4 | 24 مايو 2015  | ملعب صيدا البلدي، صيدا، لبنان                | سوريا   | 1-2   | 2-2   | ودية                 |

## الإنجازات

### البرج
- كأس التحدي اللبناني: 2021
- الدوري اللبناني الثاني: 2000–01

### أولمبيك بيروت
- الدوري اللبناني الممتاز: 2002–03
- كأس الاتحاد اللبناني: 2002–03

### العهد
- الدوري اللبناني الممتاز: 2007–08 ، 2009–10 ، 2010–11 ، 2014–15 ، 2016–17
- كأس الاتحاد اللبناني: 2008–09 ، 2010–11
- كأس النخبة اللبنانية : 2008، 2010، 2011، 2013، 2015
- كأس السوبر اللبناني: 2008، 2010، 2011، 2015.

### الأنصار
- الدوري اللبناني الممتاز: 2020–21
- كأس الاتحاد اللبناني: 2020–21.

### فردي
- أفضل لاعب في الدوري اللبناني الممتاز: 2002–03.[11]
- أفضل لاعب شاب في الدوري اللبناني الممتاز: 2001–02.[12]
- فريق الموسم في الدوري اللبناني الممتاز: 2002–03،[13] 2005–06،[14] 2007–08،[15] 2009–10،[16] 2010–11،[17] 2012–13،[18][19] 2014–15،[20] 2015–16،[21] 2018–19.[22]
- أفضل مزود مساعدة في الدوري اللبناني الممتاز: 2007–08، 2009–10.

## روابط خارجية
- عباس علي عطوي على موقع الاتحاد الدولي (مؤرشف)  (الإنجليزية)
- عباس علي عطوي على موقع قاعدة بيانات كرة القدم.إي يو (الإنجليزية)
- عباس علي عطوي على موقع ناشيونال فوتبول تيمز (الإنجليزية)
- عباس علي عطوي على موقع Soccerway.com (الإنجليزية)
- عباس علي عطوي على موقع كووورة